# 1266 Tone
1266 Tone è un asteroide della fascia principale del diametro medio di circa 73,34 km. Scoperto nel 1927, presenta un'orbita caratterizzata da un semiasse maggiore pari a 3,3597211 UA e da un'eccentricità di 0,0474828, inclinata di 17,18063° rispetto all'eclittica.
Il suo nome deriva da Tone, il secondo fiume più lungo del Giappone.